# Alfredo Häberli
Alfredo Häberli (* 1964 in Buenos Aires) ist ein Schweizer Produktdesigner.

## Leben
Alfredo Häberli wurde 1964 in Buenos Aires geboren. 1977 kam er mit seinen Eltern in die Schweiz. In Zürich machte er 1991 seinen Abschluss in Industriedesign an der Höheren Schule für Gestaltung und erhielt für sein Diplom den Förderpreis. Gleich nach der Ausbildung arbeitete Häberli zusammen mit Christophe Marchand in einem gemeinsamen Atelier. 1999 trennten sie sich und Häberli eröffnete sein eigenes Studio Alfredo Häberli Design Development im Zürcher Seefeld. Er arbeitet für Firmen wie Alias, BMW, Camper, Georg Jensen, FSB, Iittala, Kvadrat, Luceplan, Moroso, Quodes, Ruckstuhl, Vitra und Zanotta. 
Häberli ist seit 1999 verheiratet und hat zwei Kinder.

## Werke
Häberli ist vor allem dafür bekannt, dass er Alltagsgegenstände gestaltet. Sein Motto: „Beobachten ist die schönste Form des Denkens.“
Für die finnische Firma Iittala entwarf er zum Beispiel das Tafelservice Origo und die Trinkglas-Serien Essence und Senta. Bekannt sind aber auch Möbel, wie der Sessel Take a Line for a Walk für Moroso oder der Stuhl Segesta für Alias. Andere Objekte entstanden noch in Zusammenarbeit mit Christophe Marchand, so das Regalsystem SEC (ebenfalls für Alias) oder das Sofa Zurigo für Zanotta.
Zudem entwirft Häberli extravagante Filzteppiche. Er integriert Elemente wie Reißverschlüsse oder Klammern in seine Filzteppiche, da Industriefilz nur 1,6 m breit ist und Verbindungselemente notwendig sind. Seit 2018 gestaltet er seine Teppiche mit 3D-Mustern in Lasertechnik.

## Ausstellungen
Seit seiner Studienzeit arbeitet Häberli regelmäßig als Ausstellungsgestalter für das Museum für Gestaltung Zürich.
Vom 27. Juni bis 21. September 2008 zeigte das Museum für Gestaltung Zürich eine große monografische Ausstellung über Häberli: SurroundThings.
Eine im Rahmen der Mailänder Möbelmesse angelegte Ausstellung über die Mobilität in der nahen Zukunft war Spheres – Perspectives in Precision & Poetry for BMW, die im Sommer 2016 auch im Designmuseum Danmark zu sehen war.
An der Living Kitchen 2019 im Rahmen der imm cologne in Köln zeigte er mit der Sonderschau Sense & Sensibility seine Gedanken zur Küche und dem Essen von morgen.

## Auszeichnungen
- 1991 Diplompreis SfGZ Schule für Gestaltung, Zürich
- 2001 Excellent Swedish Design Award und den japanischen Preis Zakka of the Year für Origo
- 2002 iF Design Award für Origo
- 2004 Now! Designer de l’année 2004 an der Fachmesse Maison & Objet, Paris
- 2005 Design Preis Schweiz in der Kategorie Market für das Kindergeschirr Kids'Stuff
- 2006 Guest of Honour an der 20sten Biennale Interieur06, Kortrijk
- 2009 A&W Designer des Jahres 2009 während der IMM in Köln
- 2011 Nomination für den Design Preis Schweiz für die Gestaltung des Küchenblitz für Betty Bossi
- 2013 Nomination für den Design Preis Schweiz für die Gestaltung des Camper Schuhladens in Zürich
- 2014 Grand Prix Design des Schweizerischen Bundesamts für Kultur
- 2019 Jury-Mitglied des Design Preis Schweiz